# Deck (Schiffbau)

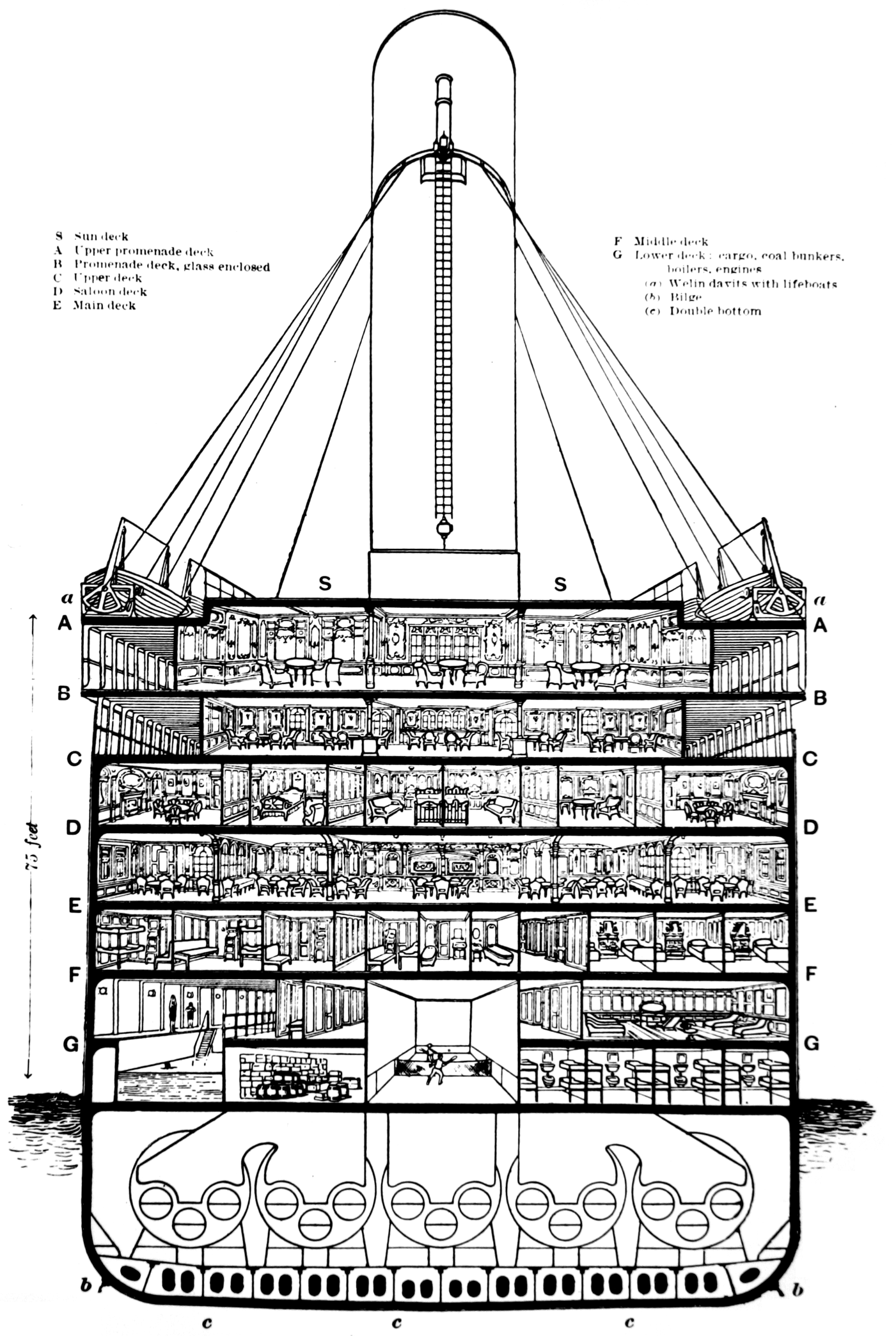
Schnitt durch die Decks des Passagierschiffs Titanic (1912)

Decks (Schiffsdeck) sind Ebenen zum oberen Abschluss des gesamten Schiffsrumpfs oder einzelner Räume.

## Formen
Früher und auf kleineren Schiffen noch heute bezeichnet der Begriff die horizontale „Abdeckung“ eines Schiffsrumpfs, das
Oberdeck oder Hauptdeck. Zwischen- und Maschinendecks liegen unterhalb, Boots-, Promenaden- und Aufbautendecks oberhalb des Hauptdecks.
Der gekrümmte Verlauf des Oberdecks in Schiffslängsrichtung wird als Deckssprung bezeichnet.
Das Dach von Aufbauten wird Deck genannt, wenn es begehbar ist, zum Beispiel das
Kajütdeck.
Eine Besonderheit ist das Flugdeck eines Flugzeugträgers.
In der Handelsschifffahrt ist es heute die Pflicht, die Decks mit Buchstaben oder Zahlen durchzunummerieren.

## Definitionen von Decks
| Deutsch        | Englisch         | Definition |
| Peildeck       | Observation deck | Das Deck über dem Brückendeck, hier sind in der Regel der Magnetkompass, die Radar- und andere Antennenanlagen bzw. Empfangs- und Sendegeräte und die Blackbox aufgebaut. |
| Brückendeck    | Bridge deck      | Das Brückendeck wird unterteilt in die Backbord- und Steuerbordnock und das „Steuerhaus“ bzw. die Kommandobrücke. Auf dem Brückendeck wird die Brückenwache bzw. die Fahrwache durchgeführt. In der Kommandobrücke sind alle Navigationsgeräte und die Steuerung untergebracht. Die beiden Nocks sind jeweils mit einem Tochterkompass und einem Außenfahrstand ausgerüstet, sind teilweise auch überdacht und damit ein Teil der Kommandobrücke. |
| Freiborddeck   | Freeboard deck   | Von der Klassifikationsgesellschaft festgelegtes, durchlaufend abgeschlossenes Deck zur Bemessung des Freibords. Meist das oberste durchlaufende Deck (Hauptdeck); bei einfachen Schiffskonstruktionen zugleich Wetterdeck. |
| Hauptdeck      | Main deck        | Höchstes voll durchgehendes Deck auf dem Rumpf des Schiffes. Über dem Hauptdeck liegen die Aufbauten. |
| Oberdeck       | Upper deck       | Bei Schiffen mit Aufbauten das höchste vom Achter- bis zum Vorschiff durchgehende Deck. |
| Back           | Fore castle deck | Deck eines Aufbaus über dem Hauptdeck am Vorschiff. |
| Achterdeck     | Quarterdeck      | Achtern höher liegendes Oberdeck. |
| Welldeck       | Well deck        | Ungedeckter Bereich des Hauptdecks zwischen Back und Brückendeck. |
| Orlopdeck      | Orlop deck       | Unterstes von mindestens drei oder vier Decks (unterschiedliche Angaben in der Literatur). Ursprünglich konnte von einer auf die andere Seite hinübergelaufen werden (Niederländisch: o(ve)rlopen). |
| Poopdeck       | Poop deck        | Deck eines Aufbaus über dem Hauptdeck am Hinterschiff. |
| Promenadendeck | Promenade deck   | Auf Passagierschiffen vorkommendes höhergelegenes Deck zum Promenieren. |
| Spardeck       | Spar deck        | Leicht gebautes Oberdeck. Aufgrund der leichten Aufbauten nur bei Passagier- oder Frachtschiffen vorkommend. |
| Schanz         |                  | Das Achterdeck auf Kriegsschiffen (auf Segelschiffen mit Kajüthaus, Steuerstand und Besanmast). |
| Schanzdeck     |                  | Die Langschiffe der Wikinger hatten vorne ein Schanzdeck, auf dem die besten Kämpfer standen. |
| Schattendeck   | Shade deck       | Offenes leicht gebautes durchgehendes Oberdeck. Aufgrund der leichten Aufbauten nur bei Passagier- oder Frachtschiffen vorkommend. |
| Schottendeck   |                  | Oberstes, auf ganzer Länge durchlaufendes Deck eines Schiffes, bis an das die wasserdichten Schotten hinaufreichen. Bei Volldeckschiffen zugleich Hauptdeck und Freiborddeck (Vermessungsdeck). Liegt über dem Freiborddeck ein weiteres durchlaufendes Deck (Schiffstyp Schutzdecker), so gilt dies als Hauptdeck und das Schottendeck liegt eine Decksebene darunter.                                                                           |
| Schutzdeck     | Shelter deck     | Im Sinne der Schiffsvermessung offenes leichter gebautes Oberdeck. Aufgrund der leichten Aufbauten nur bei Passagier- oder Frachtschiffen vorkommend. |
| Wetterdeck     | Weather Deck     | Alle Decks, ausgenommen die Aufbaudecks, die nicht überdacht bzw. bebaut sind und dem Wetter ausgesetzt sind. Meist das Hauptdeck. |
| Zwischendeck   | Tween deck       | Nicht durchgehendes Deck, das zwischen anderen Decks liegt, beispielsweise ein Zwischendeck im Maschinen- oder Laderaum. |
| Kampanjedeck   | Companion        | Ein Oberdeck, das gleichzeitig das Dach der Kapitänshütte auf größeren (historischen) Segelschiffen darstellte. |

## Decks auf Binnenschiffen (Frachtschiffe)
Die Decks auf Binnenschiffen sind grundsätzlich aus Stahl.
- Es sind im Normalfall Frachtschiffe mit nur einem durchgehenden Deck, unterbrochen durch die Aufbauten des Steuerhauses, des Laderaumes und der vorderen Matrosenwohnung. Eine Buchstabenbezeichnung wie z. B. bei einem Seeschiff entfällt hier. Somit ist die begehbare Decksfläche auch relativ klein. Sie wird umlaufend reduziert auf den schmalen Bereich des Gangbordes. Einige Spezialschiffe wie z. B. Chemietanker besitzen ein solches Gangbord nicht. Sie haben eine hochgezogene Bordwand, die am oberen Ende (oberhalb der Wasserlinie plus 2 Meter) direkt das Ladedeck, sprich den geschlossenen Laderaum darstellt.
- Eine Ausnahme stellt das Binnenschiff als Autotransporter dar, dieses Fahrzeug hat bis zu 3 übereinanderliegende Ladedecks.
- Eine weitere Ausnahme bilden auch im Binnenbereich die Passagierschiffe. Auch hier spricht man von mehreren Decks.

## Holzdecks

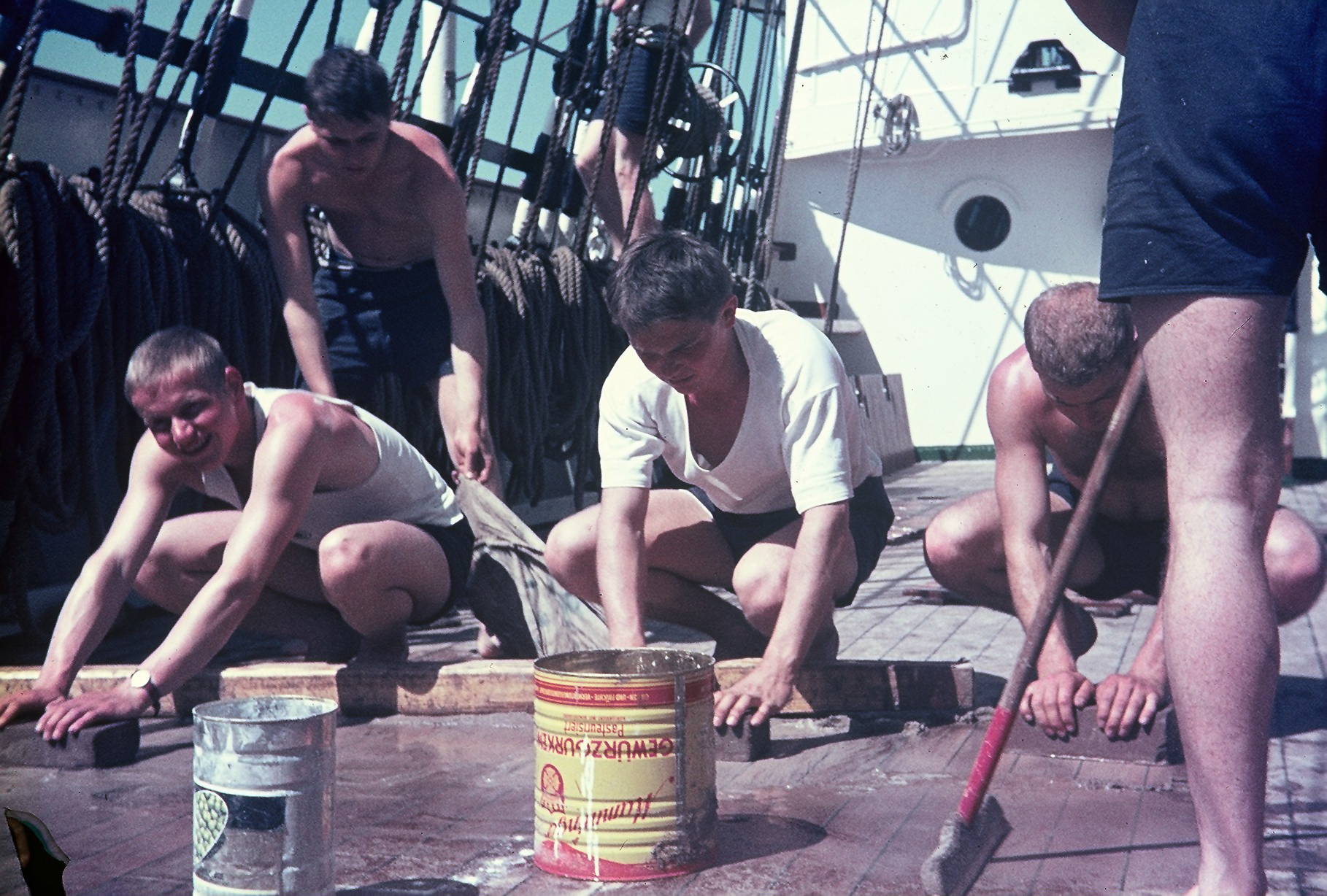
Deckschrubben auf der Gorch Fock (1968)

In früheren Zeiten waren Schiffe und ihre Decks aus Holz, aber holzbeplankte Oberdecks (Holzbeplankung auf Stahldecks) waren auch bis weit nach dem Zweiten Weltkrieg auf Kriegsschiffen üblich. Oberdecks von Segelschiffen werden am besten mit Sand, Wasser und Bimssteinen gereinigt. Neben der hohen Rutschfestigkeit in nassem Zustand ist die repräsentative Optik heute ein triftiger Grund, den höheren Pflegeaufwand in Kauf zu nehmen. Im traditionellen Schiffbau wird der seitliche Abschluss der Decksbeplankung Leibholz genannt.
Auch im modernen Schiffbau aus Stahl oder GFK wird das Oberdeck vieler Passagier- und Freizeitschiffe mit Teakholz beplankt.
Einzelne Schiffe der Deutschen Marine besitzen in bestimmten Bereichen ebenfalls eine Holz-Aufplankung.

## Kanonendecks
Ein Schiff kann ein oder mehrere Kanonendecks haben.
Ab dem 15. und 16. Jahrhundert bestimmten Kanonen immer stärker die Kriegsführung auf See (Seegefecht, Seekrieg). Im Mittelmeer entstand aus den Galeeren die Galeasse. Die Portugiesen und Spanier entwickelten den Schiffstyp der Kogge und der Kraweel zu Karavellen und Karacken weiter. Die Spanische Armada wurde zur größten Flotte der damaligen Welt. Die Galeone wurde entwickelt; sie wurde sowohl als Handels- als auch (in schlankerer Form) als Kriegsschiff eingesetzt. Ein Beispiel dafür ist die Golden Hinde von Sir Francis Drake.
Das Linienschiff mit schlankerem Rumpf als die Handelsschiffe dominierte ab dem 17. Jahrhundert die Meere. Vorbild für die ersten Linienschiffe war die Henri Grâce à Dieu, die 1547 21 Kanonen bei 1000 Tonnen Wasserverdrängung hatte. Die Schiffsgeschütze, die zunächst auf dem Oberdeck aufgestellt waren und Kugeln aus Stein oder Eisen verschossen, wurden in besonderen Waffendecks (Batteriedeck) hinter Stückpforten untergebracht.

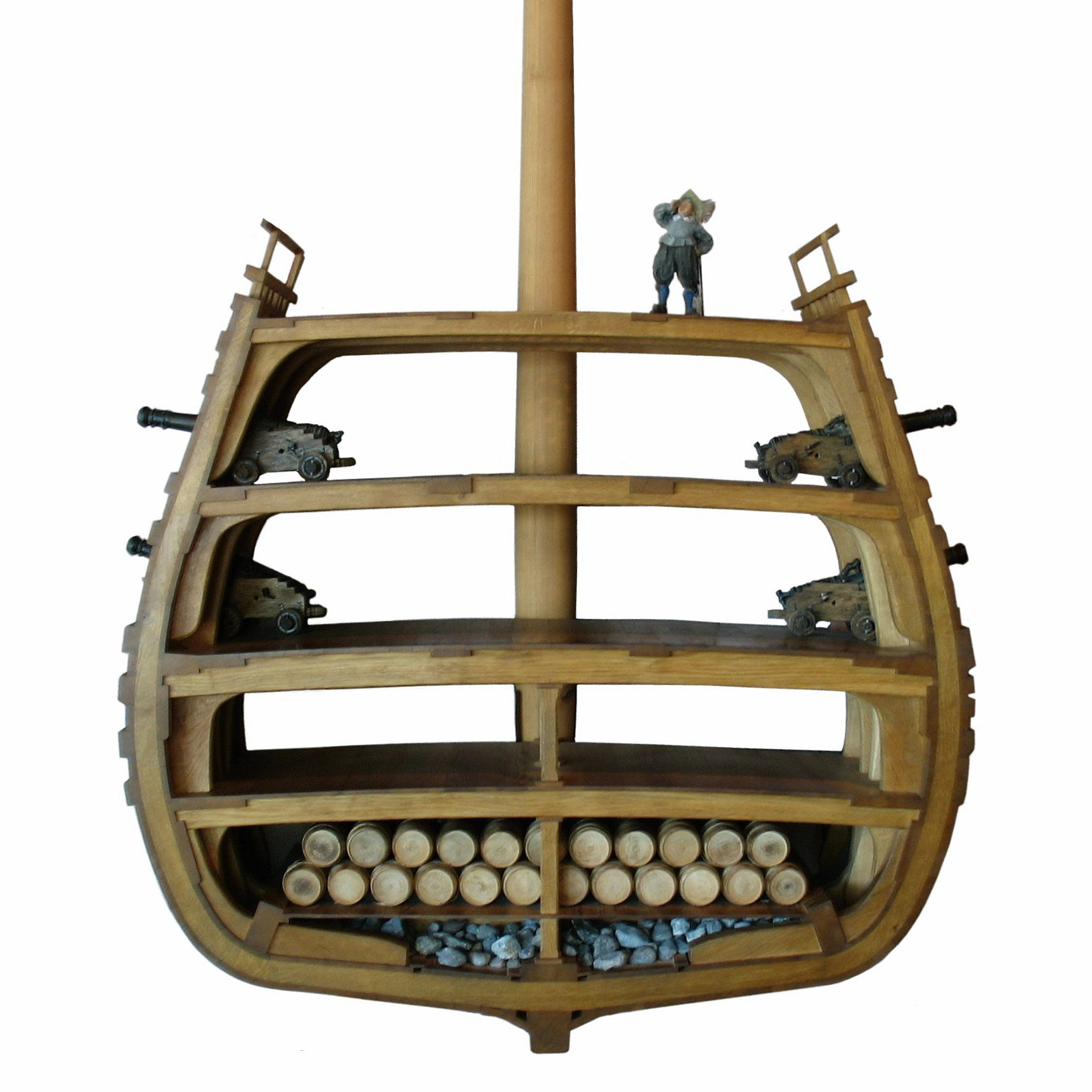
Querschnitt-Modell der Vasa

Dadurch wurde der Schwerpunkt nach unten verlagert und es konnten mehr Kanonen transportiert werden, ohne die Kentergefahr zu steigern. Bevorzugte Kampftechnik wurde nun die Breitseite, bei der aus allen Rohren einer Seite geschossen wurde.
Wie wichtig ein tiefer Schwerpunkt ist zeigte sich z. B. bei der Jungfernfahrt der Vasa. Sie sank am 10. August 1628 nach wenigen hundert Metern durch zu viele schwere Geschütze, die in der Konstruktion nicht geplant waren.
Die 1610 gebaute Prince Royal war das erste Schiff mit drei Geschützreihen und für längere Zeit das größte Kriegsschiff der Welt. Die Naseby, 1660 umbenannt in Royal Charles, wurde zum Prototyp des Kriegsschiffes für die nächsten 150 Jahre. Sie hatte 1230 Tonnen Wasserverdrängung, 80 Kanonen und 600 Mann Besatzung bei einer Länge von 53 m und einer Breite von 14 m. Neben diese großen Schiffe trat bald die Fregatte mit etwa 20–40 Kanonen als kleineres besonders schnelles Segelkriegsschiff.